# سیارک ۶۶۳۰
سیارک ۶۶۳۰ (به انگلیسی: 6630 Skepticus، نامگذاری:1982VA1) شش هزار و ششصد و سیمین سیارک کشف شده‌است که در ۱۵ نوامبر ۱۹۸۲ کشف شد.
قدر مطلق سیارک برابر ۱۳٫۷۰ است.